# Italian sounding
Si definisce Italian sounding il fenomeno consistente nell'uso di parole così come di immagini, combinazioni cromatiche (il tricolore), riferimenti geografici, marchi evocativi dell'Italia per promuovere e commercializzare prodotti – soprattutto ma non esclusivamente agroalimentari – che in realtà non sono Made in Italy.
A spiegare il fenomeno nei termini suddetti sono da un lato l'Ufficio del Ministero dello sviluppo economico (MISE) denominato "Direzione Generale per la Tutela della Proprietà Industriale-Ufficio italiano brevetti e marchi" (DGTPI-UIBM), dall'altro Federalimentare.
La locuzione “Italian sounding” ha iniziato ad avere una certa diffusione mediatica durante le battute finali di Expo 2015, quando Federalimentare, nell'ambito di un dibattito tenutosi al padiglione “Cibus è Italia” in merito al problema delle contraffazioni e dell'Italian sounding, ha chiesto al Governo italiano la costituzione di un “Osservatorio permanente sull'Italian sounding”.
I prodotti contraffatti violano marchi registrati o altri segni distintivi tutelati per legge come, ad esempio, le denominazioni di origine (DOC, DOP, DOCG, IGP, IGT, STG), perciò la contraffazione è perseguibile legalmente. Invece i prodotti Italian sounding non possono essere classificati come illeciti dal punto di vista strettamente giuridico, ma rappresentano comunque “un danno ingente per l'economia italiana e per le potenziali esportazioni del Made in Italy”. L'Italian sounding è all'origine di un giro di affari mondiale di circa 55 miliardi di euro.

## Origini e dimensioni del fenomeno
Per un verso, le origini del fenomeno Italian sounding sono legate in buona parte ai grandi flussi migratori degli italiani che, tra la fine del XIX secolo e i primi decenni del XX, andavano all'estero in cerca di una vita migliore. Quegli italiani, diretti perlopiù nell'America del Nord e del Sud, oltre che in Paesi europei come Francia, Germania e Svizzera, portavano con sé tradizioni e ricette modificatesi nel tempo, di generazione in generazione, anche per un processo di adattamento alla realtà dei luoghi di destinazione.
Per un altro verso, grazie alla globalizzazione, l'apprezzamento per la cultura e l'enogastronomia del Belpaese si è diffuso in anni più recenti anche all'interno di luoghi non interessati in modo diretto dai grandi flussi migratori di cui sopra. Tale diffusione ha generato una domanda che, spesso, non è adeguatamente informata in termini di effettiva tipicità e qualità dei prodotti italiani originali, oppure è raggiunta a fatica da tali prodotti. Ciò offre l'occasione ad aziende con pochi scrupoli di immettere sul mercato prodotti con nomi, grafiche o altri elementi che si richiamano in qualche modo all'Italia, pur non essendo Made in Italy.
Di entrambi questi aspetti (ossia le origini del fenomeno e le sue dimensioni globali contemporanee) tratta, ad esempio, il documentario italoargentino del 2017 Food on the Go (E il Cibo Va).

## Attività, studi e normativa di contrasto
Per contrastare il fenomeno Italian sounding sui mercati esteri, l'Agenzia ICE, la DGTPI-UIBM, la Farnesina, Federalimentare e Unioncamere hanno collaborato a una serie di attività in Paesi come gli Stati Uniti, il Canada e la Russia, nei quali il Made in Italy riscuote ampio successo.
In particolare, l'iniziativa congiunta denominata “Task Force Canada”, tra il 2011 e il 2012, ha funto da modello per un'iniziativa analoga, seppure più breve, che ha avuto luogo in Russia a febbraio 2013, in occasione del 20º Salone alimentare internazionale ProdExpo di Mosca. L'obiettivo di Task Force Canada era quello di “promuovere e valorizzare i prodotti della filiera agroalimentare realmente italiani […], contrastando l'Italian sounding soprattutto attraverso una massiccia campagna informativa rivolta al consumatore finale”. L'attività di promozione ha interessato i punti vendita della GDO presenti nelle maggiori città del Paese, come Montreal e Toronto. In occasione del Salone ProdExpo di Mosca, d'altronde, si sono tenuti dei seminari informativi e l'attività di promozione si è svolta in collaborazione con alcune catene di ristorazione, organizzando “settimane gastronomiche italiane” e predisponendo menù italiani realizzati con i prodotti delle imprese partecipanti.
Nel 2015, Federalimentare ha chiesto al Governo italiano la costituzione di un Osservatorio permanente sull'Italian sounding.
Per il biennio 2018-2020, il MISE e l'Agenzia delle Dogane hanno siglato un Protocollo di intesa relativo ad iniziative di formazione rivolte ai giovani contro la contraffazione e l'Italian sounding.
Ogni anno, la Coldiretti, Eurispes e l'Osservatorio sulla criminalità nell'agroalimentare pubblicano un Rapporto sui crimini agroalimentari nel quale si riportano anche dati aggiornati sul fenomeno Italian sounding.
Altre istituzioni impegnate a contrastare il fenomeno Italian sounding sono sia l'ICQRF, sia l'Arma dei Carabinieri e la Guardia di Finanza. Carabinieri e Finanza sono particolarmente attivi sul fronte di una “realtà […] insidiosa: l'Italian sounding di matrice italiana, rappresentato ad esempio dall'azione di chi importa materia prima (latte, carni, olio) dai Paesi più svariati, la trasforma e ne ricava prodotti che successivamente vende come italiani senza lasciare traccia, attraverso meccanismi di dumping che danneggiano il vero Made in Italy”.
Molte imprese private si sono mobilitate per far conoscere i prodotti italiani originali all'estero: una startup napoletana, ad esempio, ha creato un'app che, scansionando il codice a barre presente sulla confezione di un prodotto, permette di sapere se quest'ultimo è davvero Made in Italy e, qualora non lo sia, di inviare una segnalazione.
La Legge 28 giugno 2019, n. 19 (che ha convertito il Decreto-legge 30 aprile 2019, n. 34, in materia di "misure urgenti di crescita economica e per la risoluzione di specifiche situazioni di crisi"), al “Capo Terzo - Tutela del Made in Italy”, articolo 32, comma 6, prevede fra l'altro: il cambio di denominazione del Consiglio Nazionale Anti-Contraffazione (CNAC) in Consiglio Nazionale per la Lotta alla Contraffazione e all'Italian sounding (CNALCIS), includendo perciò nelle competenze del Consiglio anche il contrasto alla falsa evocazione dell'origine italiana dei prodotti (cioè all'Italian sounding); l'ingresso del MIUR tra i membri effettivi componenti il Consiglio; l'autorizzazione di marchi collettivi per promuovere all'estero i prodotti italiani originali. Le funzioni di Segretariato Generale del CNALCIS sono esercitate dalla DGTPI-UIBM.
Nel 2021 negli Stati Uniti è nato il movimento "Stop Italian Sounding", fondato da Robert Campana e attivo sui principali social network, con lo scopo di sensibilizzare i consumatori sull'argomento.

## Critiche alla scelta del nome
È curioso che, per combattere la diffusione di prodotti che hanno nomi dal suono italiano, ma non sono di provenienza prettamente italiana, sia stata coniata una locuzione sostantivale che non è autenticamente inglese, ma solo English sounding. La linguista Licia Corbolante definisce lo pseudoanglicismo "Italian Sounding" (spesso scritto con ambo le iniziali maiuscole) una «contraffazione imitativa». Sono anzitutto le istituzioni e i mass media italiani a usare la locuzione come sostantivo: gli esempi comprendono "Osservatorio permanente sull'Italian sounding", "il giro d'affari/mercato dell'Italian Sounding", "progetti di contrasto all'Italian Sounding". Invece in inglese, specifica Corbolante, "Italian sounding" (con la "s" minuscola) ha semmai la funzione di aggettivo, come ad esempio in "Italian sounding name / voice / product" ("Nome / voce / prodotto che suona italiano").
Per motivi analoghi, sia Corbolante, sia Annamaria Testa criticano il marchio Italian Taste che il MIPAAF ha presentato a fine maggio 2015 e che dovrebbe servire a contraddistinguere nel mondo i prodotti italiani originali. Nel marchio, infatti, oltre al tricolore italiano si leggono le seguenti quattro parole inglesi: The Extraordinary Italian Taste. 
Corbolante afferma: «Peccato che il MIPAAF […] abbia preferito l'inglese taste, rinunciando ad usare l'italiano [gusto]. Inutile sottolineare che anche la nostra lingua è un prodotto Made in Italy apprezzatissimo all'estero».

## Riferimenti normativi
- Artt. 144-146 del decreto legislativo 10 febbraio 2005, n. 30 - Codice della proprietà industriale, a norma dell'articolo 15 della legge 12 dicembre 2002, n. 273.
- Decreto-legge 30 aprile 2019, n. 34, articolo 32, in materia di "misure urgenti di crescita economica e per la risoluzione di specifiche situazioni di crisi"
- La Legge 28 giugno 2019, n.58 ha poi convertito con modificazioni il suddetto D.L.